# Местный протекционизм
Местный протекционизм — поощрение местного обращения денег. Иногда рассматривается как защитная реакция местных общин на процессы глобализации и ужесточение международной конкуренции. Местный протекционизм развивается на добровольной некоммерческой основе; субъекты рынка, компании и потребители, согласно неформальным общественным договорённостям отдают преимущество торговым операциям внутри общины или своего региона.

## Проявления
Призывы и реклама «Покупай местное» или «Покупай отечественное» являются одним из видимых проявлений местного протекционизма. Существуют также и более комплексные институты, оказывающие протекционизм местным общинам. Такие институты, как кредитный союз, CDFI, местная валюта или параллельная валюта позволяют местным общинам противодействовать негативным процессам, связанными с глобализацией и финансовой нестабильностью.